# Croix de cimetière de Trouans
La croix de cimetière de Trouans est une croix située à Trouans, en France.

## Localisation
La croix est située sur la commune de Trouans, dans le département français de l'Aube.

## Historique
L'édifice est classé au titre des monuments historiques en 1909.